# Francisco Polanco

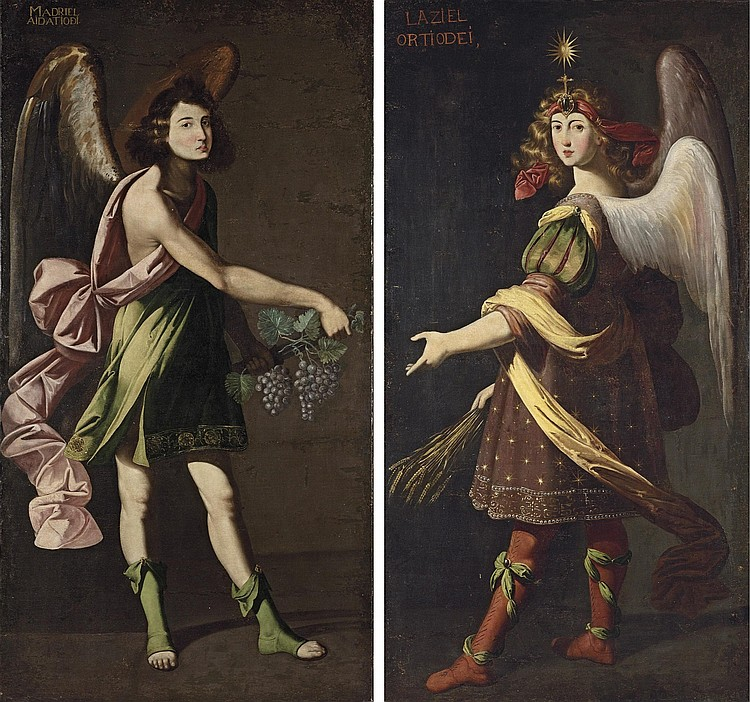
Arcángeles eucarísticos, colección particular. Identificados con los supuestos arcángeles Laziel y Madriel, según sus inscripciones, repiten los tipos de San Gabriel y Raziel en la catedral de Jaén, modificando sus atributos.

Francisco Polanco (fallecido en 1651), fue un pintor barroco español, nacido en Cazorla (Jaén) y activo en Sevilla, donde se le relaciona estilísticamente con Francisco de Zurbarán.

## Biografía y obra
Pocos datos biográficos se tienen de este pintor, de quien apenas lo único que se sabe es que tenía un hermano también pintor, llamado Miguel, y que fue enterrado en Sevilla, en la parroquia de la Magdalena, en 1651. Obras firmadas son una serie de cinco Apóstoles de medio cuerpo, existente en el Museo Nacional de San Carlos de México D. F., de pobre factura y rasgos zurbaranescos, y un San Juan Bautista en la catedral de Sevilla, de estilo más avanzado por su expresividad y sentido del color, evidenciando el conocimiento de la obra del joven Murillo, cuya influencia se funde con la de Zurbarán.

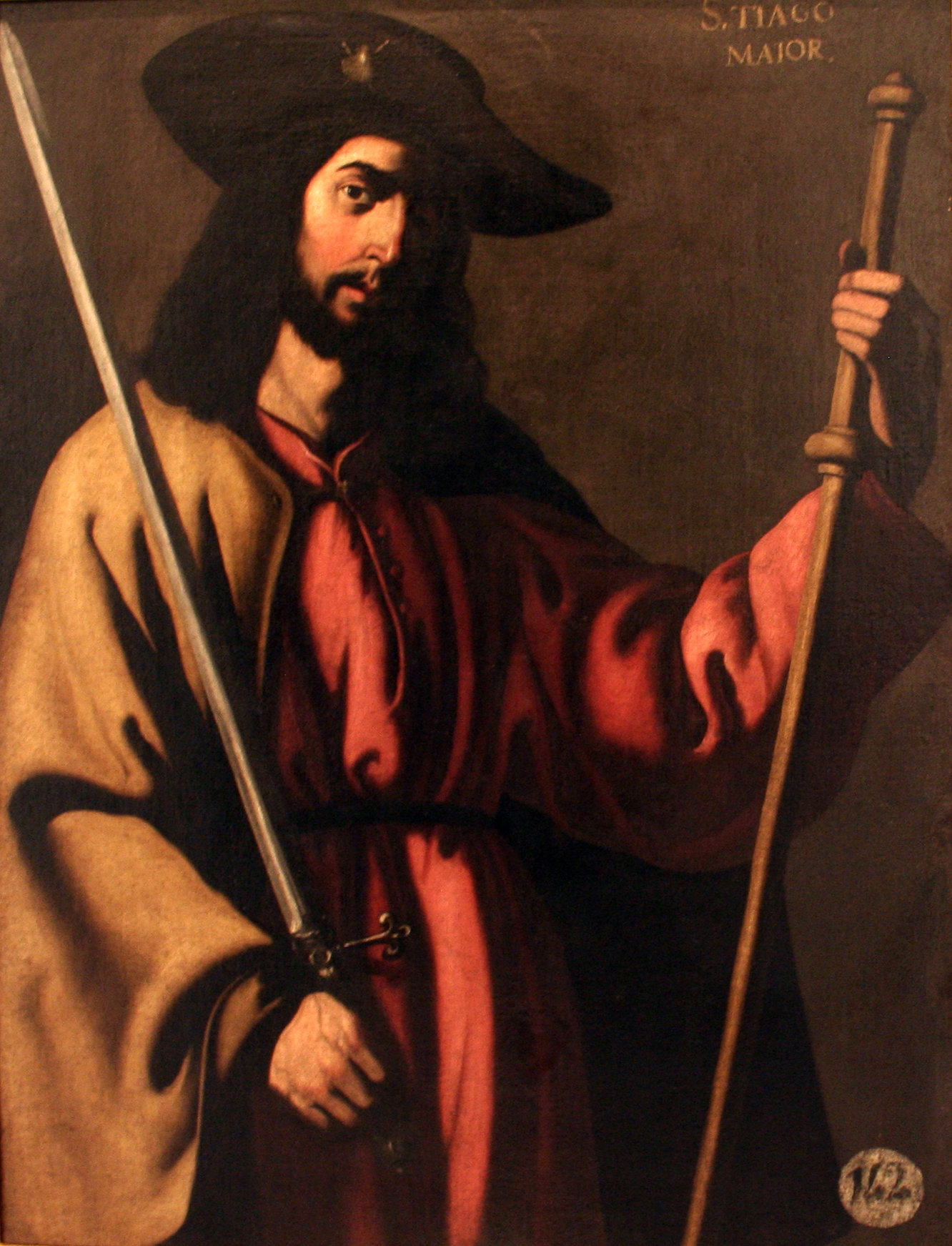
Santiago el Mayor, hacia 1640, óleo sobre lienzo. 99x79 cm, Museo de Bellas Artes de Sevilla.

Solo o en unión con su hermano se le han atribuido desde antiguo algunos lienzos que, estando próximos en composición y tipos a la obra de Zurbarán, no alcanzan su calidad. Entre estos, el conjunto más significativo puede ser la serie que ocupa la parte alta de los muros de la nave central de la iglesia del Santo Ángel en Sevilla, cuyos asuntos son Jacob y el ángel, La Virgen del Carmen protegiendo a la Orden, Santa Teresa caminando acompañada por los ángeles, Abraham y los tres ángeles, San Rafael y Tobías y San Isidro labrador ayudado por los ángeles. Aunque de atribución controvertida y habiéndose señalado la mano de al menos tres artistas distintos en su ejecución, ya Antonio Ponz anotó en el Viaje de España, «creo que sean de un tal Polanco». Ceán Bermúdez, en su Diccionario histórico-artístico, asignó la serie —sin el lienzo de la Virgen protegiendo a la Orden— a los hermanos Polanco, utilizando una información actualmente perdida, y fechó su ejecución entre 1646 y 1649. Admitido así, entre otros, por Valdivieso y Serrera, a Francisco corresponderían los tres asuntos bíblicos, en los que ven semejanzas con el San Juan de la catedral hispalense, asignando los dos restantes a Miguel, cuya personalidad artística sigue siendo enigmática.
Con los Polanco se han relacionado también conjuntos arcangélicos de filiación zurbaranesca y en algún caso inspirados en estampas de Gerard de Jode y Crispin de Passe, de los que el más significativo es la serie pintada para la capilla de San Miguel de la catedral de Jaén, atribución reforzada por la presencia de doce cuadros de ángeles junto a otros doce de Sibilas en el inventario de los bienes de Francisco Polanco hecho a su muerte. También con reservas se ha atribuido a Polanco la serie de arcángeles de la iglesia de la Concepción de Lima, tipos próximos a los de la catedral jienense, derivados unos y otros de presuntos prototipos zurbaranescos de los que se conocen otras versiones de calidad diversa en distintas colecciones particulares y en la parroquial de Robledo de Chavela (Madrid). Estrechamente relacionadas con estas series arcangélicas, e igualmente inspiradas en grabados de Pieter de Jode I, se encuentran las sibilas, en series de doce, de las que se conoce una completa antes en colección particular francesa atribuida a Polanco o al obrador de Zurbarán.